# باربرا ماير (دراجة)
باربرا ماير هي دراجة نمساوية، ولدت في 24 مارس 1982.